# Ctenus falconensis
Ctenus falconensis este o specie de păianjeni din genul Ctenus, familia Ctenidae, descrisă de Schenkel, 1953.
Este endemică în Venezuela. Conform Catalogue of Life specia Ctenus falconensis nu are subspecii cunoscute.